# Ogres Zilie kalni
Ogres Zilie kalni este o arie protejată (arie specială de conservare — SAC, sit de importanță comunitară — SCI, arie de protecție specială avifaunistică — SPA) din Letonia întinsă pe o suprafață de 309,05 ha, integral pe uscat.

## Localizare
Centrul sitului Ogres Zilie kalni este situat la coordonatele 56°50′07″N 24°33′44″E / 56.8352°N 24.5623°E.

## Înființare
Situl Ogres Zilie kalni a fost declarat arie de protecție specială avifaunistică în decembrie 2003 pentru a proteja 2 specii de plante și 6 specii de animale. Alte tipuri de protecție:
- sit de importanță comunitară (în mai 2004)
- arie specială de conservare (în mai 2004)[1][3][4]

## Biodiversitate
Situată în ecoregiunea boreală, aria protejată conține 5 habitate naturale: Turbării active, Mlaștini oligotrofe degradate, capabile încă de regenerare naturală, Taiga vestică, Păduri de conifere pe eskere fluvioglaciare sau legate la acestea, Mlaștini împădurite.
La baza desemnării sitului se află mai multe specii protejate:
- plante (2): Dianthus arenarius subsp. arenarius, dedițelul (Pulsatilla patens)
- păsări (5): cocoșul de mesteacăn (Bonasa bonasia), ciocănitoare neagră (Dryocopus martius), muscar (Ficedula parva), ciocârlie de pădure (Lullula arborea), chiră de baltă (Sterna hirundo)
- nevertebrate (1): Oxyporus mannerheimii

Pe lângă speciile protejate, pe teritoriul sitului au mai fost identificate 14 specii de plante, 1 specie de amfibieni, 8 specii de nevertebrate, 1 specie de reptile.